# 林賽 (內布拉斯加州)
林賽（英語：Lindsay）是位於美國內布拉斯加州普拉特縣的村。

## 人口
根據2020年美國人口普查的數據，林賽的面積為1.24平方千米，當中陸地面積為1.23平方千米，而水域面積為0.01平方千米。當地共有人口283人，而人口密度為每平方千米228人。